# نماینده دائمی افغانستان در سازمان ملل متحد
نماینده دائمی افغانستان در سازمان ملل متحد رهبر هیئت نمایندگی افغانستان در سازمان ملل متحد است. ناصر احمد فائق نمایندهٔ دائمی کنونی افغانستان در سازمان ملل متحد است.

## نماینده‌گان پیشین
فهرست نماینده‌گان دائمی پیشین افغانستان در سازمان ملل متحد از زمان عضویت این کشور در سازمان ملل متحد در تاریخ ۹ نوامبر ۱۹۴۶ تا اکنون به این شرح است:
| #  | نماینده دائمی افغانستان در سازمان ملل متحد | شروع وظیفه | دبیرکل وقت سازمان ملل                | فرمانروای وقت افغانستان     |
| -- | ------------------------------------------ | ---------- | ------------------------------------ | --------------------------- |
| ۱  | محمدکبیر لودین                             | ۱۹۴۹       | تریگوه لی                            | محمدظاهرشاه                 |
| ۲  | عبدالحمید عزیز                             | ۱۹۵۰       | تریگوه لی                            | محمدظاهرشاه                 |
| ۳  | عبدالرحمن پژواک                            | ۱۹۵۸       | داگ هامرشولد، او تانت، کورت والدهایم | محمدظاهرشاه، محمدداوودخان   |
| ۴  | بسم‌الله سهاک                               | ۱۹۷۹       | کورت والدهایم                        | نورمحمد ترکی                |
| ۵  | فرید ظریف                                  | ۱۹۸۱       | کورت والدهایم                        | ببرک کارمل                  |
| ۶  | شاه‌محمد دوست                               | ۱۹۸۷       | خاویر پرز دکوئیار                    | محمدنجیب‌الله                |
| ۷  | نوراحمد نور                                | ۱۹۸۹       | خاویر پرز دکوئیار                    | محمدنجیب‌الله                |
| ۸  | خدایداد بشرمل                              | ۱۹۹۱       | خاویر پرز دکوئیار، پطرس غالی         | محمدنجیب‌الله                |
| ۹  | روان فرهادی                                | ۱۹۹۳       | پطرس غالی، کوفی عنان                 | برهان‌الدین ربانی، حامد کرزی |
| ۱۰ | ظاهر طنین                                  | ۲۰۰۶       | کوفی عنان، بان کی‌مون                 | حامد کرزی                   |